# Пожар и взрывы на складе боеприпасов в Жамбылской области
Пожар на складе боеприпасов войсковой части 28349, дислоцированной в Байзакском районе Жамбылской области (Казахстан), произошёл 26 августа 2021 года. В результате пожара и последующих взрывов погибли 17 человек, 98 пострадали, 1 пропал без вести.

## Хронология
На военной базе в Жамбылской области хранились инженерные боеприпасы. Часть из них была вывезена два года назад после взрыва в Арыси.
Около 19:00 в войсковой части произошло возгорание возле одного из складов. В результате пожара началась детонация неустановленных предметов. Всего произошло не менее 10 взрывов. По сигналу тревоги был поднят весь личный состав ДП области в количестве 300 человек и личный состав войсковой части 5513 в количестве 520 человек.
Были эвакуированы жители ближайших населённых пунктов, из которых около 1 200 человек разметили в школах Тараза. Также были закрыто движение по трассе Алма-Ата—Тараз, остановлены пассажирские и грузовые поезда в непосредственной близости. Министры обороны и ЧС вылетели на место, где была создана спецкомиссия. 27 августа министр обороны Нурлан Ермекбаев заявил, что после ликвидации последствий подаст в отставку; 31 августа указом президента пост занял Мурат Бектанов.

## Погибшие
Сержант Марат Мешинбай (1981 г.р.) и ефрейтор Руслан Жанболатов (1981 г.р.) с первых минут возгорания находились в составе пожарной команды войсковой части, проводя тушение пожара. Находясь вблизи взрывов, они получили травмы, несовместимые с жизнью.
Служащий военизированной охраны Оразбек Далибаев (1969 г.р.) нес службу помощником начальника караула по охране склада, и погиб от взрывов боеприпасов, выполняя свои обязанности.
Четвертый погибший — военный прокурор Южного региона Арман Капезов.
Начальник пожарной команды старшина контрактной службы Надирбеков Еркин Ерикбаевич, 1992 г.р., непосредственно руководил работой по тушению пожара на складе инженерных боеприпасов. После взрыва погиб на месте происшествия. Числился среди военнослужащих, о местонахождении которых утром 27 августа не было сведений.
Всего пострадали 98 человек, в том числе 49 сотрудников местного департамента по ЧС. 6 человек получили тяжёлые травмы. 7 сентября скончался один из пострадавших.
11 сентября в г.Нур-Султан "Национальный научный центр травматологии и ортопедии им. академика Н.Д.Батпенова" скончался пожарный спасатель Турманов Жанибек Джасузакович, 1993 г.р., пострадавший в результате взрыва, получил ожог тела 55 % и 30 % верхних дыхательных путей. Среди погибших 10 сотрудников органов гражданской защиты, шесть военнослужащих Министерства обороны и один военный прокурор. 1 человек числится пропавшим без вести.

## Последствия
29 августа 2021 года указом президента страны объявлен национальным днём траура в Казахстане.
Президент Казахстана посмертно наградил орденами спасателей, погибших при ликвидации пожара. Высшее звание в стране — «Народный Герой» присвоено полковнику Меиржану Айманову — заместителю начальника службы пожаротушения и аварийно-спасательных работ Департамента по чрезвычайным ситуациям Жамбылской области (посмертно).

## Расследование
Причины пожара и взрывов выясняет созданная оперативно-следственная группа. В связи с происшествием, 19 апреля 2022 года бывший командующий регионального командования «Юг», генерал-майор Кайдар Каракулов был признан подозреваемым по ст. 453 «Халатность» УК РК.